# Дипломатия канонерок

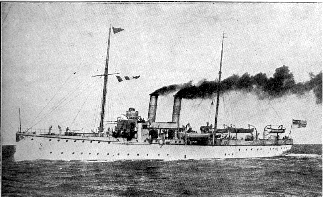
Канонерская лодка «Пантера» немецкого ВМФ, сыгравшая главную роль в развязывании Агадирского кризиса.

Дипломатия канонерок (англ. gunboat diplomacy) — военно-политический курс, при осуществлении которого используется демонстрации силы с применением военно-морского флота.
Дипломатия канонерок — это эвфемизм, который использовался в XIX — начале XX века. Стратегия состояла в том, чтобы оказать давление на менее развитую или мощную страну, чтобы она приняла неравноправный договор, явно выгодный стране, которая оказывает давление. В случае отказа канонерская лодка отправлялась в указанную страну, чтобы обстрелять ее порты и заставить ее принять свои условия. Сам факт присутствия канонерской лодки оказывал большое влияние на напуганных правителей более слабых государств, и в других демонстрациях, таких как обстрелы портов и гражданских объектов, не было необходимости.
Эффективность этих действий по проецированию силы подразумевала, что империалистические страны, обладающие мощными военно-морскими силами, особенно Англия, могли создать военные или военно-морские базы и получить коммерческие преимущества по всему миру.
Дипломатию канонерок широко применяли Великобритания, Германия, Франция и США.
Наиболее известные случаи дипломатии канонерок:
- Опиумные войны
- Боксёрское восстание
- Венесуэльский кризис
- Агадирский кризис

Британский дипломат и военно-морской теоретик Джеймс Кэйбл, целенаправленно изучавший непосредственно дипломатию канонерок, дал универсальное определение этой политики: «Дипломатия канонерок — это использование или угроза использования ограниченной морской силы, отличные от акта войны, призванные гарантировать преимущество и избежать потерь либо в ходе международного спора, либо в действиях, предпринимаемых против иностранных граждан на территории или в юрисдикции их собственного государства».
По определению писателя Уильяма Сафайра — «железный кулак угрозы силой в бархатной перчатке дипломатических отношений».
Это выражение наиболее точно характеризует любую практику использования военно-морских сил во внешнеполитических целях. В наше время появилось синонимичное выражение «дипломатия авианосцев» (англ. carrier diplomacy).
Писатель Джозеф Конрад в своем романе «Сердце тьмы» (1902) привёл пример политики канонерских лодок в Бельгийское Конго. В художественном фильме «Песчаная галька» (США, 1966 г.) показано использование канонерок в Китае во время «эры милитаристов» 1916—1928 годов.